# Dámský pisoár

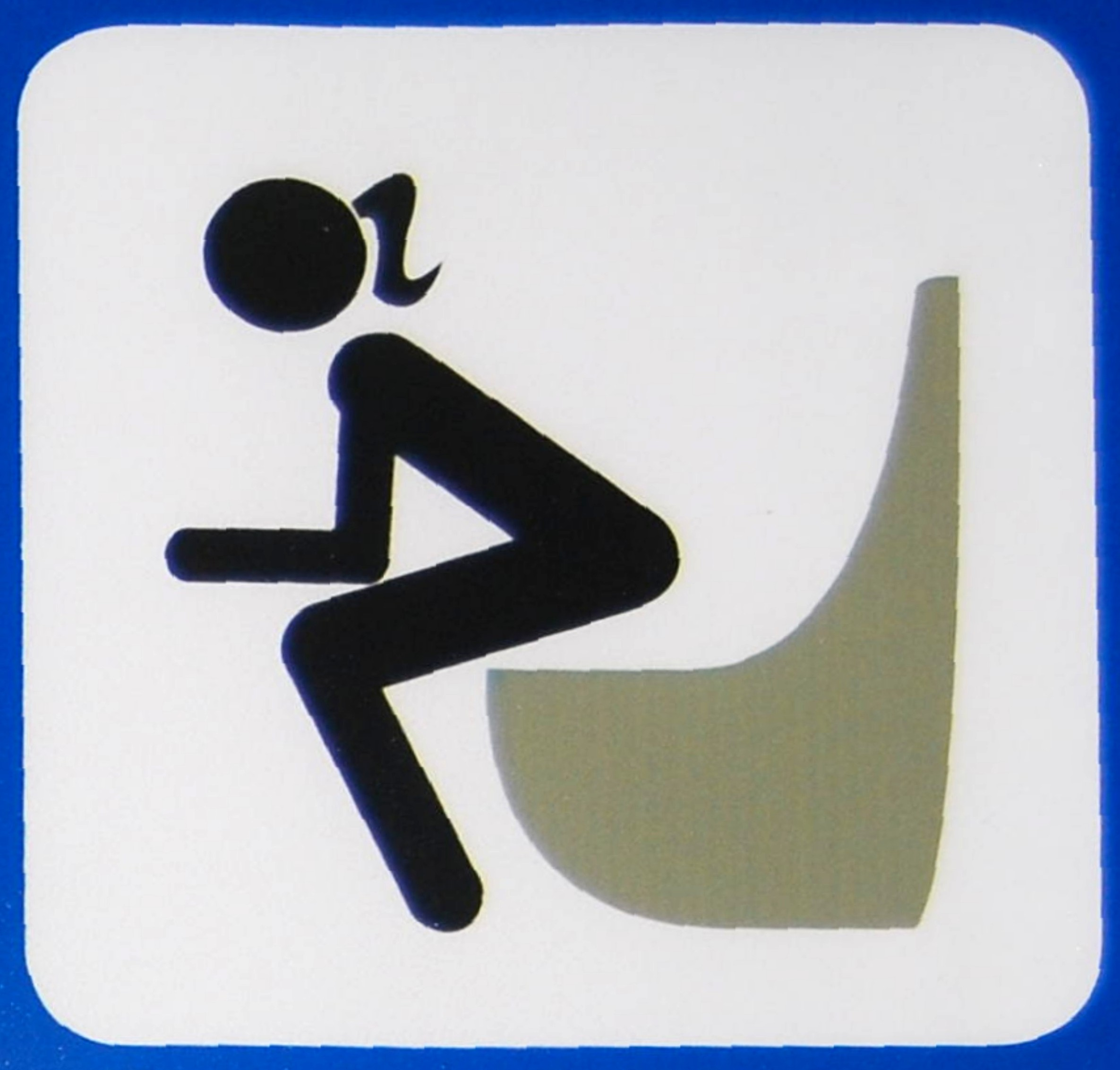
Symbol pro dámský pisoár

Dámský pisoár je hygienické zařízení, určené k močení pro ženy ve stoje, v podřepu nebo v sedě. Jejich hlavní výhodou je rychlejší použití než při použití klasické toalety. 

## Historie
Návrhy podobných zařízení existují již z přelomu 19. a 20. století. Ve 20. letech 21. století se dámské pisoáry začínají používat na hudebních festivalech. Například v roce 2019 francouzská podnikatelka Nathalie Des Isnardsová přišla s produktem madamePee, k čemuž jí motivovalo půlhodinové čekání na toaletu při koncertu. Obdobně Britky Amber Probynová a Hazel McShaneová vyvinuly v roce 2021 pisoáry, jejichž použití je podle nich šestkrát rychlejší na použití než běžné mobilní toalety.

## Galerie

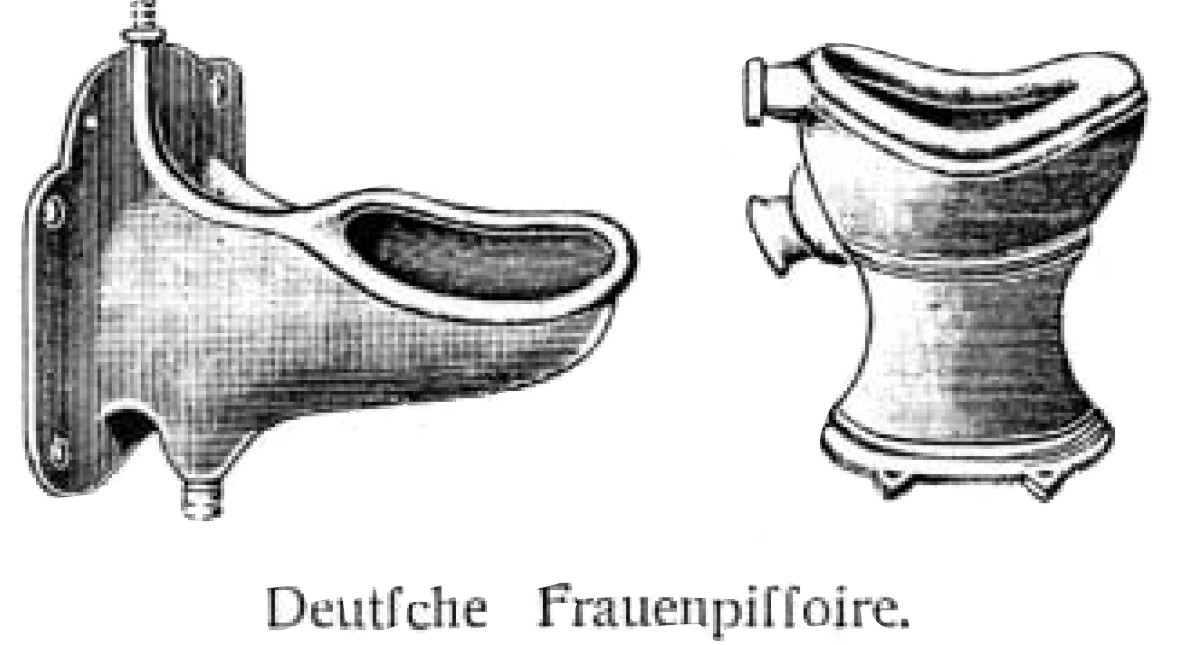
Německý návrh dámského pisoáru z roku 1908
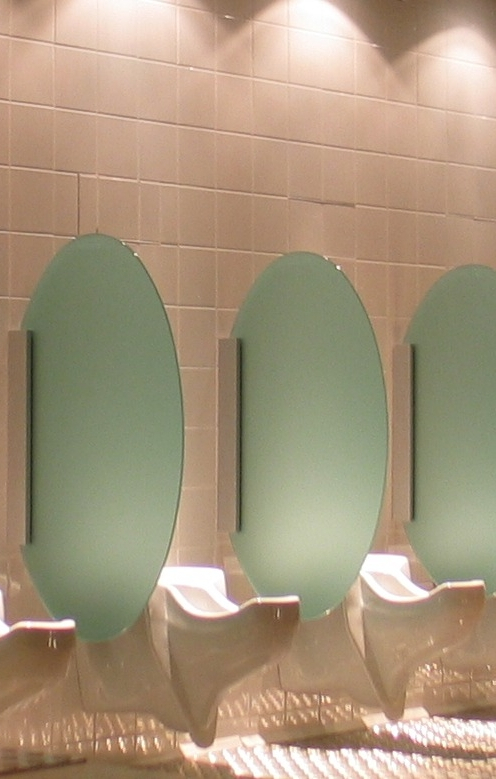
Dámské pisoáry na veřejných toaletách, 2005
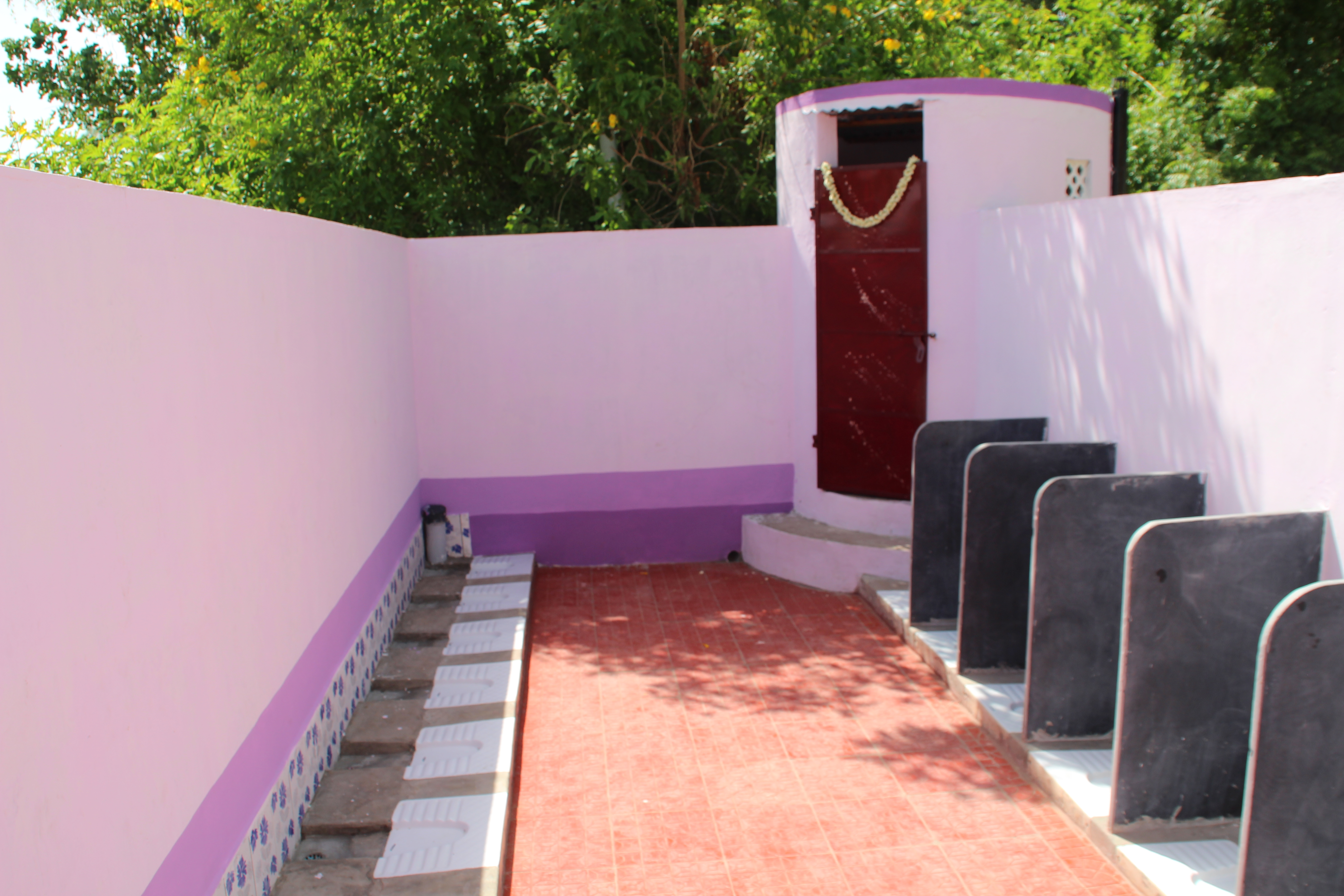
Pisoáry v dívčí škole v Indii, 2015
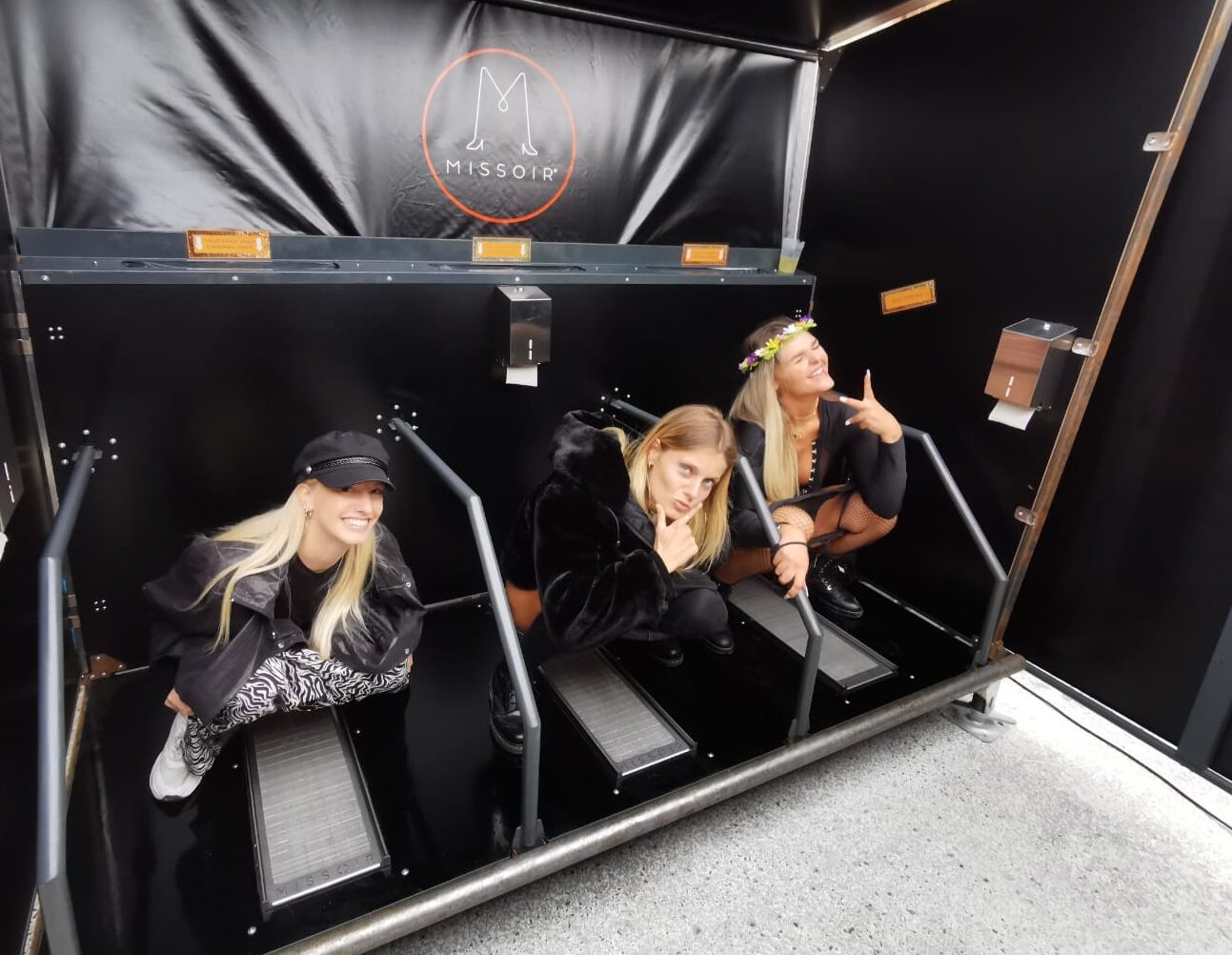
Ženy močící do pisoáru značky Missoir, 2020
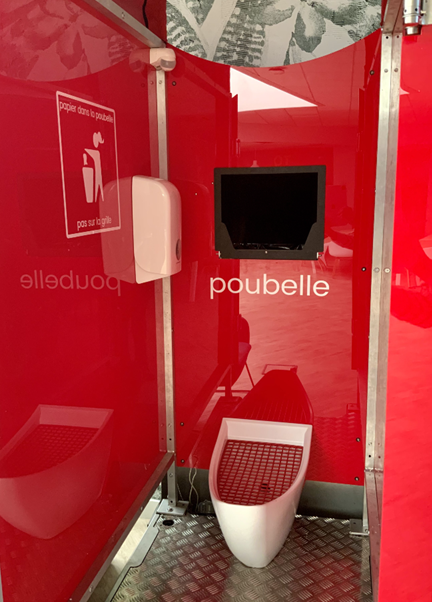
Dámský pisoár značky madamePee, 2021